# Arcuatula perfragilis
Arcuatula perfragilis ist eine Muschel-Art aus der Familie der Miesmuscheln (Mytilidae). Die Art ist ein Lessepsscher Migrant im Mittelmeer.

## Merkmale
Das gleichklappige, aufgeblähte Gehäuse wird bis zu 20 mm lang. Es ist im Umriss ist länglich-keilförmig (mytiliform) mit dem Wirbel am vorderen Ende. Der Ventralrand ist gerade, der Dorsalrand schwach gewölbt. Der Längen-/Breiten-Index beträgt etwa 2,3. Das Ligament liegt außen und ist sehr lang. Das Schloss weist eins bis fünf sehr schwach ausgebildete dysodonte Zähne am Vorderende und bis zu 15 Zähne am hinteren Ende hinter dem Ligament auf.
Die Schale ist dünn und sehr fragil. Die Oberfläche weist mehr oder weniger deutliche Anwachsstreifen auf, die in der Gehäusemitte von radialen Linien gekreuzt werden.  Das Periostrakum ist glänzend. Die Schale ist sehr hellgrün oder gelblich.

## Geographische Verbreitung. Lebensraum und Lebensweise
Das Verbreitungsgebiet erstreckt sich vom westlichen Pazifik (Honshu bis Kyushu, Japan, Chinesisches Meer, Taiwan, Indonesien) bis zum Indischen Ozean einschließlich des Roten Meeres. Dunkers Holotyp (Sammlung Cuming) stammt von den Molukken (Indonesien).
1960 wurde die Art erstmals im Mittelmeer nachgewiesen. 1971 wurde sie auch im Sueskanal selber gefunden. Arcuatula perfragilis  ist an der Küste Israels, und bei Port Said und in der Bardawil-Lagune (Nildelta, Ägypten) fest etabliert. Sie ist dort allerdings nicht häufig. Bis 2016 hatte sie das Verbreitungsgebiet bis in die Südtürkei erweitert.
Die Art lebt mit Byssus angeheftet auf Schlamm- und Sandböden, oft in ganzen Kolonien. Sie kommt von der Küste bis zum inneren Schelf (9 bis 60 m) vor.

## Taxonomie
Das Taxon wurde 1857 von Wilhelm Dunker als Volsella perfragilis erstmals beschrieben. Die MolluscaBase stellt sie zur Gattung Arcuatula Jousseaume in Lamy, 1919. Sie folgt in dieser Hinsicht, den Vorstellungen von Markus Huber, der die sehr ähnlichen Gattungen Lamya Soot-Ryen, 1958 und Musculista Yamato & Habe, 1958 mit Arcuatula  Jousseaume in Lamy, 1919 vereinigte.